# Rita Skeeter
Rita Skeeter imaginiran je lik iz romana o Harryju Potteru, britanske spisateljice J.K. Rowling. 
Po zanimanju je novinaraka poznatih čarobnjačkih novina Dnevni prorok. U četvrtoj knjizi izmišlja priče o Harryju Potteru, te piše o njegovoj izmišljenoj vezi s Hermionom Granger. Harry, Ron i Hermiona nisu znali kako saznaje sve njihove tajne koje tada objavljuje u časopisu, sve dok Hermiona nije otkrila da je neregistrirani animagus koji se pojavljuje u obliku kukca. Prijetila joj je da će je prijaviti ako ne prestane pisati laži. Zato u petom dijelu intervjuira Harryja za časopis "Odgonetač". Harry u tom intervjuu prvi put javno govori o događajima koji su se dogodili one noći kada je Voldemort ubio Cedrica Diggorya. 
Nakon Dumbledoreove smrti izdaje biografiju "Život i laži Albusa Dumbledorea" u kojoj ga odlučuje prikazati u potpuno drugačijem svijetlu, a ne samo kao briljantnog genija. Kako bi saznala mračne tajne Dumbledreove prošlosti, koristi različita sredstva, kao npr. veritaserum koji upotrijebila na Bathildi Baghot koja je bila susjeda Dumbledoreovih dok su živjeli u Godricovom dolu, kako bi došla do podataka o njihovu životu. Osim Dumbledoreove biografije, napisala je i biografiju Armanda Dippeta, također jednog od bivših ravnatelja Hogwartsa, nazvanu "Armando Dippet - učitelj ili umobolnik?".